# معیار چالش اچ‌پی‌سی
معیار چالش اچ‌پی‌سی (high-performance computer), دارای تعداد بسیاری معیار برای امتحان کردن تعداد ویژگی‌های مستقل عملکرد سیستم HPC (کارایی بالای یک کامپیوتر) می‌باشد. این پروژه توسط برنامهٔ سیستم‌های کامپیوتری با کارایی بالای DARPA , وزارت انرژی ایالات متحدهٔ آمریکا مورد حمایت ملی قرار گرفته‌است.

## متن
عملکرد برنامه‌های پیچیده روی سیستم‌های HPC می‌تواند به انواع ویژگی‌های عملکرد مستقل سخت‌افزار بستگی داشته باشد، معیار چالش HPC تلاش برای بهبود دید در فضای چند بعدی با ترکیب کردن مقدار اندازه‌گیری شدهٔ این ویژگی‌ها به یک برنامهٔ واحد است. با اینکه مشخصه‌های عملکردی برای ساختار خود کامپیوتر نیست اما فرض بر این است که پیاده‌سازی مرجع معیار چالش HPC در MPI در سیستم تحت آزمایش انبوه از سیستم پردازشگر است که دارای حافظهٔ مشترکی هستند و به شبکه متصل می‌باشند. با توجه به این فرض در یک ساختار پایگانی شده اکثر آزمایش‌ها در چند حالت مختلف عملیاتی اجرا می‌شود.
با دنبال کردن نماده استفاده شده در گزارش معیار، می‌توان نتایجی را متوجه شد. به عنوان مثال نتیجهٔ نماد «single» به این معناست که آزمایش بر روی یک پردازشگر تصادفی در سیستم اجرا شده‌است، نتیجهٔ نماد «star» به این معنا است که یک کپی مستقل از آزمایش به‌طور همزمان روی هر پردازنده در سیستم اجرا می‌شود، نتیجهٔ نماد «global» به این معنا است که تمام پردازنده‌ها برای حل یک مشکل با هماهنگی کار می‌کنند.

## اجزاء

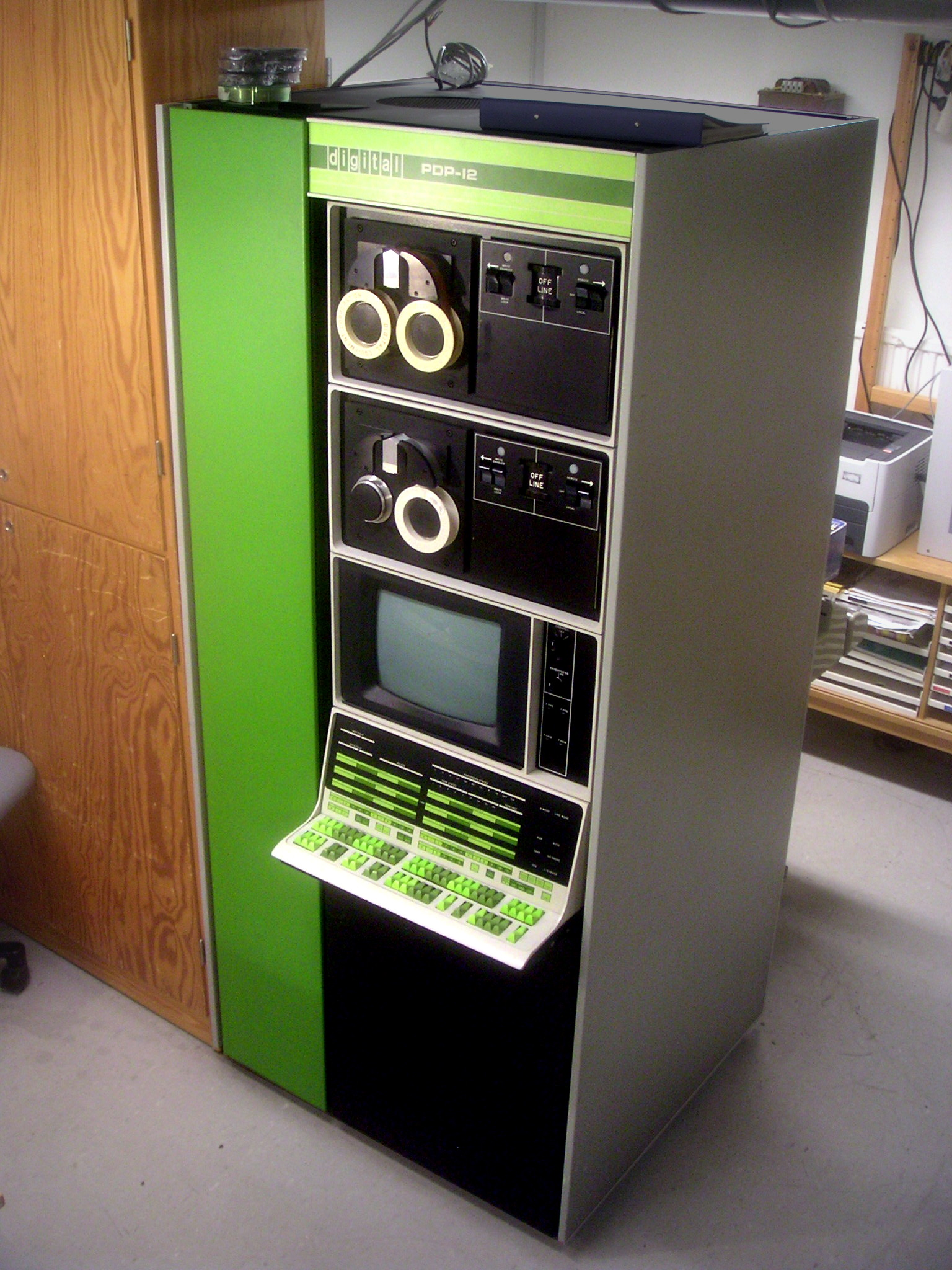
PDP-12-Update-Uppsala

این معیار در حال حاضر شامل هفت آزمایش می‌باشد .(با حالت عملیات نشان داده شده برای هر کدام)
1. HPL[۴] (High Performance LINPACK) - اندازه‌گیری عملکرد یک حل کننده برای یک سیستم متریک معادلات خطی (global)PDP-12-Update-Uppsala
2. DGEMM[۵] - اندازه‌گیری عملکرد برای ضرب ماتریس در ماتریس (single, star)
3. STREAM[۶] - اندازه‌گیری پهنای باند حافظه (single, star)
4. PTRANS - سیستمی را اندازه‌گیری می‌کند که در آن، سیستم می‌تواند آرایهٔ بزرگی را انتقال دهد. (global)
5. RandomAccess[۷] (دسترسی تصادفی) - سرعت به روز رسانی ۶۴ بیت را که عناصر آن به صورت تصادفی از یک جدول بزرگ انتخاب شده‌است اندازه‌گیری می‌کند. (single, star, global)
6. (FFT (Fast Fourier Transform[۸] - یک تبدیل سریع فوریه (Fourier) را با استفاده از تعمیم الگوریتم کولی - توکی (Cooley–Tukey[۹]) بر روی یک بردار بزرگ یک بعدی انجام می‌دهد.
7. Communication Bandwidth and Latency (پهنای باند ارتباطات و تأخیر زمانی) - اندازه‌گیری‌های محور عملکرد MPI بر اساس b_eff[۱۰] (معیار پهنای باند، معیار تأخیر)

## ویژگی‌های عملکرد
در سطح بالا آزمایش‌هایی در نظر گرفته شده‌است تا چهار ویژگی مهم عملکرد را پوشش دهد.
دو خرده نمایی شناور، ارزیابی نقطه ای (DGEMM ,HPL)، پهنای باند حافظهٔ محلی (STREAM)، پهنای باند شبکه برای پیام‌های طولانی (PTRANS, RandomAccess, FFT, b_eff) و پهنای باند شبکه برای پیام‌های کوتاه (RandomAccess, b_eff)
برخی از این کدها پیچیده ار تز بقیه هستند و می‌توانند سیاست‌های عملکردی بیشتری داشته باشند. به‌طور مثال، در برخی از سیستم‌ها ی عملکرد HPL را می‌توان با پهنای باند شبکه یا زمان تأخیر شبکه محدود کرد.

## رقابت
مسابقه جایزه سالانه HPC Challenge در کنفرانس Supercomputing بر چهار معیار چالش‌برانگیز در این مجموعه متمرکز است:
- HPL جهانی
- دسترسی تصادفی جهانی (معیار دسترسی تصادفی BSS[۷])
- EP STREAM (سه‌گانه) در هر سیستم
- FFT جهانی

و همچنین دو نوع جایزه وجود دارد:
جایزهٔ ۱: بهترین عملکرد در یک پایگاه با اجرای بهینه شده که به وب سایت چالش HPC ارائه شده‌است.
جایرهٔ ۲: بیشتر «طرح» توسط چهار یا پنج هسته محاسباتی که شامل سه تا معیار یا بیشتر از سه پیاده‌سازی می‌شود.